# Luis Fernández Ramón
Luis Fernández Ramón es un deportista cubano que compitió en piragüismo en la modalidad de aguas tranquilas. Ganó cinco medallas en los Juegos Panamericanos entre los años 1987 y 1999.

## Palmarés internacional
| Juegos Panamericanos | Juegos Panamericanos          | Juegos Panamericanos | Juegos Panamericanos |
| Año                  | Lugar                         | Medalla              | Competición          |
| -------------------- | ----------------------------- | -------------------- | -------------------- |
| 1987                 | Indianápolis (Estados Unidos) | Medalla de plata     | K4 1000 m            |
| 1991                 | La Habana (Cuba)              | Medalla de oro       | K2 500 m             |
| 1991                 | La Habana (Cuba)              | Medalla de oro       | K4 1000 m            |
| 1999                 | Winnipeg (Canadá)             | Medalla de plata     | K4 1000 m            |
| 1999                 | Winnipeg (Canadá)             | Medalla de bronce    | K2 1000 m            |